# Aleksandr Czajko
Aleksandr Leonidowicz Czajko (ros. Александр Леонидович Чайко; ur. 3 stycznia 1960 w Onedze) – radziecki biegacz narciarski, czterokrotny medalista mistrzostw świata juniorów.

## Kariera
W 1979 roku wystąpił na mistrzostwach świata juniorów w Mont-Sainte-Anne, gdzie zajął drugie miejsce w biegu na 15 km techniką klasyczną, a w sztafecie zdobył złoty medal. Na rozgrywanych rok później mistrzostwach świata juniorów w Örnsköldsvik był najlepszy w sztafecie i w biegu na 15 km. W 1982 roku brał udział w mistrzostwach świata w Oslo, gdzie zajął 19. miejsce na dystansie 30 km stylem dowolnym. Zawody te były też zaliczane do cyklu Pucharu Świata, tym samym zdobył swoje jedyne pucharowe punkty. Nigdy nie wziął udziału w igrzyskach olimpijskich.

## Osiągnięcia

### Mistrzostwa świata
| Miejsce | Dzień     | Rok  | Miejscowość | Konkurencja           | Czas biegu | Strata  | Zwycięzca       |
| ------- | --------- | ---- | ----------- | --------------------- | ---------- | ------- | --------------- |
| 19.     | 20 lutego | 1982 | Oslo        | 30 km stylem dowolnym | 1:21:52,3  | +2:57,4 | Thomas Eriksson |

### Mistrzostwa świata juniorów
| Miejsce | Dzień       | Rok  | Miejscowość      | Konkurs                 | Wynik      | Strata | Zwycięzca       |
| ------- | ----------- | ---- | ---------------- | ----------------------- | ---------- | ------ | --------------- |
| 3.      | 16 lutego   | 1979 | Mont-Sainte-Anne | 15 km stylem klasycznym | 43:51,76   | +29,72 | Thomas Eriksson |
| 1.      | 18 lutego   | 1979 | Mont-Sainte-Anne | Sztafeta 3x10 km        | 1:28:33,10 | -      | -               |
| 1.      | luty/marzec | 1980 | Örnsköldsvik     | 15 km stylem klasycznym | 45:44      | -      | -               |
| 1.      | luty/marzec | 1980 | Örnsköldsvik     | Sztafeta 3x10 km        | 1:29:03    | -      | -               |

### Puchar Świata
W sezonach 1973/1974 - 1980/1981 Puchar Świata rozgrywany był nieoficjalnie.

#### Miejsca w klasyfikacji generalnej
- sezon 1980/1981: 8.
- sezon 1981/1982: 70.

#### Miejsca na podium
1. Davos – 13 grudnia 1980 (15 km) – 3. miejsce